# Национальная гимнастическая арена Азербайджана
Национальная гимнастическая арена (азерб. Milli Gimnastika Arenası) — гимнастическая арена Баку. 

## Общие сведения
Расположена на проспекте Гейдара Алиева вблизи станции метро «Кёроглу». Арена предназначенная для проведения соревнований по гимнастике. Рассчитана на девять тысяч мест. 
На арене проводятся соревнования по художественной и спортивной гимнастике, прыжкам на батуте, акробатике.
Арена также предназначена для проведения соревнований по другим видам спорта, а также концертов и других культурных мероприятий. В зависимости от масштабов соревнований количество зрительских мест на арене увеличивается до 9600.

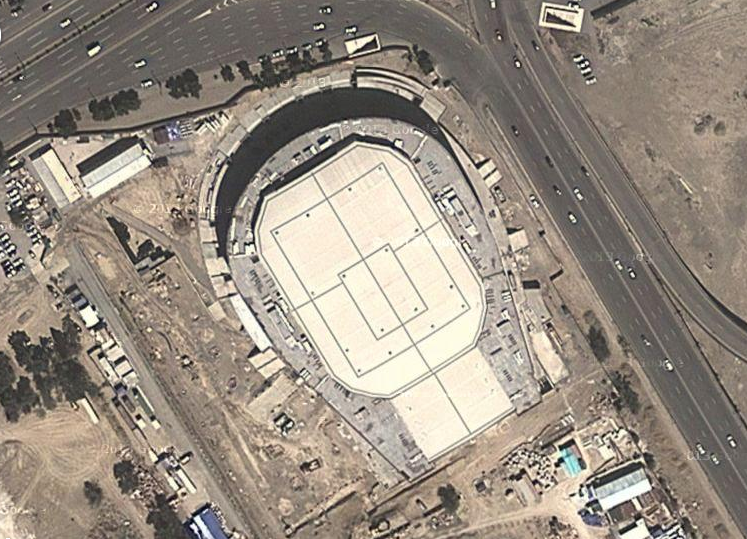
Арена на снимке со спутника

### Строительство
Фундамент арены заложен в августе 2009 года. Разработчиком являлась PASHA Construction LLC, архитектором — компания «Broadway Malyan». Директором проекта строительства являлся Фил Бенсон.
Строительство было завершено в 2014 году. Открытие состоялось 16 апреля 2014 года.

### Структура арены
Арена расположена на территории 24 тысяч квадратных метров. Здание арены пятиэтажное. Комплекс располагает двумя вспомогательными помещениями, над которыми расположены VIP-ложи. Присутствуют помещения для представителей СМИ. В комплекс входит отель.
В южной части арены находится воздушный купол, предназначенный для тренировок. 
Общая площадь зала составляет 6000 м2.

## Некоторые мероприятия
На арене проводится чемпионат Азербайджана по художественной гимнастике.
- 19 апреля 2014 — 21-й чемпионат Азербайджана по художественной гимнастике[7]
- Первым международным мероприятием, которое прошло на арене, стал проведённый в июне 2014 года Чемпионат Европы по художественной гимнастике[5]
- Июль 2014 — Чемпионат Мира по тхэквондо ВТФ среди кадетов[8]
- Март 2015 — Открытый Объединенный Чемпионат Азербайджана по гимнастическим дисциплинам[9]
- 2015 — Соревнования по художественной и спортивной гимнастике в рамках I Европейских игр
- Февраль 2017 —  Первый Кубок мира нового олимпийского цикла по прыжкам на батуте[10]
- Март 2017 — Кубок мира по мужской и женской спортивной гимнастике серии FIG[11]
- 28—30 апреля 2017 — Кубок мира по художественной гимнастике серии FIG[12]
- 2017 — Соревнования по художественной гимнастике и спортивной гимнастике в рамках Исламских игр солидарности 2017
- Апрель 2018 — 26-й Чемпионат Европы по прыжкам на батуте, двойном мини-батуте и акробатической дорожке[13]
- 20—27 сентября 2018 — Чемпионат мира по дзюдо 2018[14]
- 16—19 мая 2019 — Чемпионаты Европы по художественной гимнастике[15][16]
- 16—22 сентября 2019 — Чемпионат мира по художественной гимнастике 2019[17]
- 15—16 февраля 2020 — Кубок мира по батутной гимнастике и тамблингу[18]
- 7—8 марта 2020 — турнир «AGF Junior Trophy» по спортивной гимнастике среди мужчин[18]
- 12—15 марта 2020 — Кубок мира по спортивной гимнастике[18]
- 17—19 апреля 2020 — 7-й открытый турнир по художественной гимнастике на призы Яны Батыршиной[18]
- 24—26 апреля 2020 — традиционный Кубок мира по художественной гимнастике[18]
- 27—31 мая 2020 —  чемпионат Европы по спортивной гимнастике среди мужчин[18]
- 9—12 марта 2023 — Кубок мира по спортивной гимнастике 2023[19][20]
- 17—21 мая 2023 — Чемпионат Европы по художественной гимнастике 2023
- 22—24 сентября 2023 — Турнир Большого шлема по дзюдо 2023 (Баку)[21][22]
- 3—5 мая 2024 — Кубок Европы по художественной гимнастике 2024[23][24]
- 18 —20 апреля 2025 — Кубок мира по художественной гимнастике 2025[25][26]

## Галерея

Здание
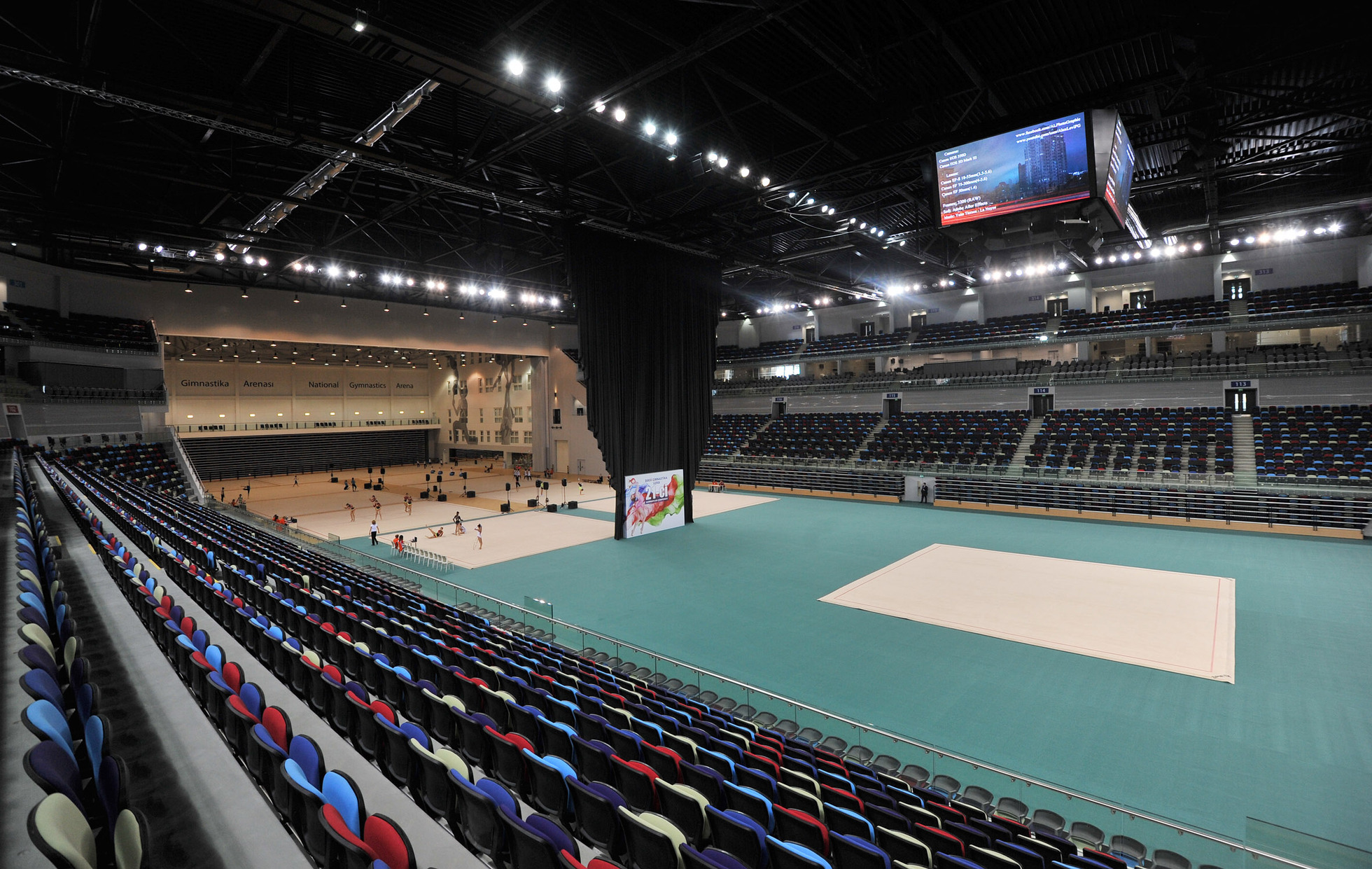
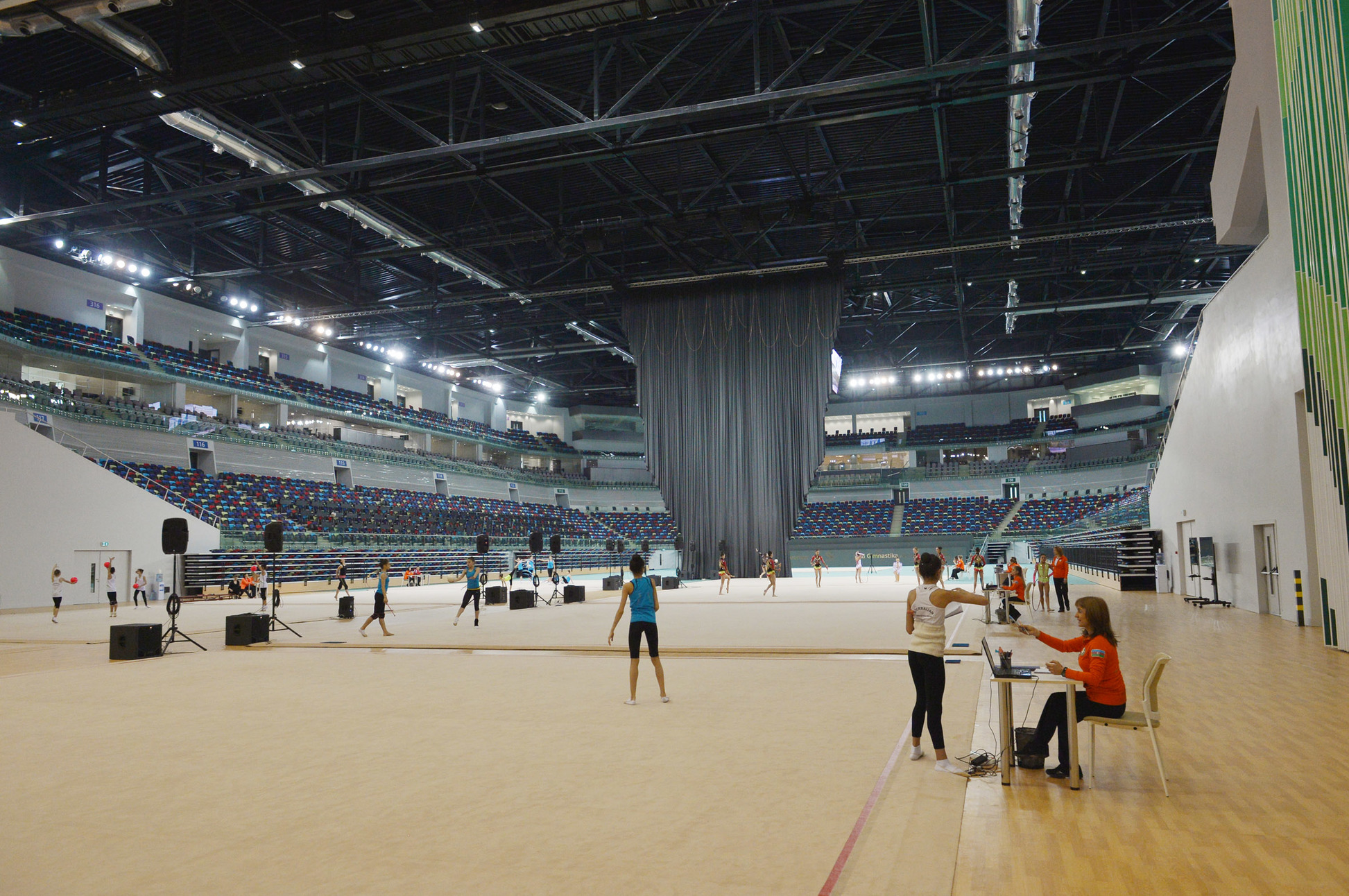

В филателии
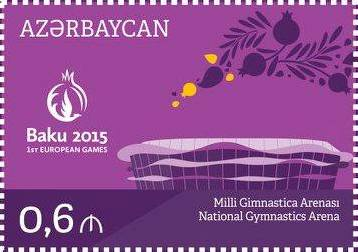